# 根茨·金高
根茨·金高（匈牙利語：Göncz Kinga；1947年11月8日—），女，匈牙利政治人物。前外交部长（2006年－2009年），歐洲議會議員（2009年－2014年）。

## 生平

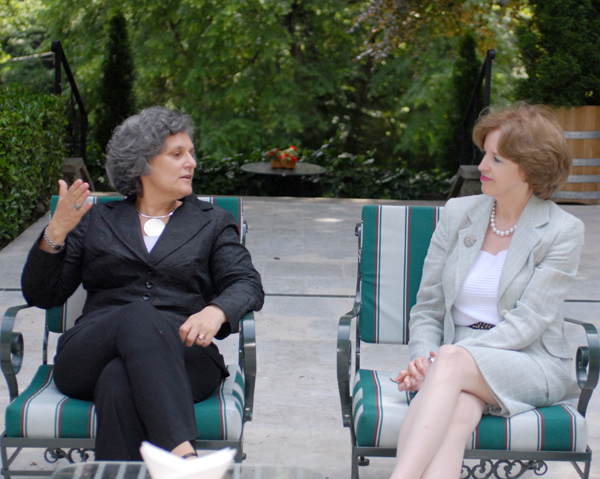
根茨·金高与美国驻匈牙利大使（布达佩斯，2008年5月）

1947年11月8日生于匈牙利布达佩斯。是前匈牙利总统根茨·阿尔帕德的女儿。1972年毕业于塞麦尔维斯大学医学专业。1978年获精神科醫師资格。1989年开始在布达佩斯羅蘭大學社会学学院社会工作系任教。1998年至2003年在中欧大学人文学院讲授偏见社会心理学课程。
2002年开始担任匈牙利卫生、社会事务和家庭部国务秘书。2004年6月至10月任不管部长，负责社会平等工作。2004年10月至2006年6月在久尔恰尼·费伦茨内阁出任青年、家庭、社会事务和平等部部长。2006年6月至2009年4月任匈牙利外交部长。
2008年8月，根茨·金高在匈牙利布达佩斯的奇莱贝尔茨青少年中心看望在此疗养的汶川大地震灾区学生。
2009年7月至2014年6月任歐洲議會議員。2015年11月，被联合国秘书长潘基文邀请参加由瑞士前总统露特·德萊富斯和波札那前总统费斯图斯·莫加埃共同主持的药品可及性高级别小组。